# Pietro Tacchini
Pietro Tacchini, född den 21 mars 1838 i Modena, död där den 24 mars 1905, var en italiensk astronom.
Tacchini studerade astronomi vid universitetet i Padua och var 1859—1863 astronom och vikarierande direktör vid observatoriet i Modena. Han anställdes 1863 vid observatoriet i Palermo och var 1879—1902 direktör vid Osservatorio del Collegio Romano, 1879—1899 även direktör vid Ufficio centrale di Meteorologia, bägge i Rom.
År 1872 grundade Tacchini Società degli spettroscopisti italiani och redigerade dess tidskrift, från 1899 tillsammans med Riccò. I denna offentliggjorde han sina talrika observationer och studier 1871—1900 av solfläckar, facklor och protuberanser, för vilka han 1888 erhöll Rumfordmedaljen från Royal Society i London och 1892 Janssens medalj från vetenskapskademien i Paris.
År 1883 uppmärksammade Tacchini, som observerade alla de större solförmörkelserna från 1870 till sin död, de "vita" protuberanserna.
Venuspassagen 1874 observerade Tacchini i Muddapur i Bengalen. År 1880 upprättade Tacchini observatoriet på Etna, 1885 observatoriet i Catania och 1895 grundade han Società sismologica italiana. Hans i Palermo utförda meridianobservationer av 1001 stjärnor mellan —18°:s och —29°:s deklination meddelas i Bulletino meteorologico del Regio Osservatorio di Palermo 1867—69.
Tacchini sysselsatte sig mycket med observation av stjärnfall, och 1895 förde observationer av Venus honom till resultatet, att denna planet har en bunden rotation.
Asteroiden 8006 Tacchini är uppkallad efter honom.